# 金允诚 (韩国)
金允诚（韓語：김윤성，1993年1月8日—，外号Dopa），韩国《英雄联盟》游戏玩家，虎牙直播主播。

## 简介
金允诚于1993年1月8日出生，热爱玩电子游戏，并在《星际争霸》和《魔兽争霸3》的地图《澄海3C》展示了出色的表现。在高三时，为了跟他的好友们在一起，他突然开始拼命努力学习，并考进了韩国首尔弘益大学的经营系。2012年，他加入英雄联盟，随后他在韩国服务器上参与排位赛并打到了1600分，接下来，他还在韩国最大的英雄联盟论坛Inven写攻略，并在韩国Dcinside论坛活跃，自此成名。
2013年，他升至最强王者段位，并成为韩国服务器第一，但在随后不久，他为了筹集学费和为参军准备存款而开始从事代练活动，然而，由于他从事代练活动，导致他延期入伍，再加上他曾在直播中代练，导致他的账号被封停。
在OGN冬季赛的选拔赛上，金允诚组织业余队伍Team Dark进行比赛，但爆出其为代练，该事件导致其韩服帐号被封禁1000年。其后Team Dark因消极比赛被OGN停赛，剥夺比赛资格。
2014年8月，Dopa受YY直播邀请到中国服进行游戏。在9月30号成为中国大陆服务器第一。2014年11月，中国大陆服S4结算，dopa两个帐号独占前二。
2015年5月19日，他成为韩国服务器第三，但一小时后其帐号被封禁。
2016年5月27日，韩服官方因怀疑他的一个账号不是他本人的而将其封禁100年。
2018年1月19号，Dopa的账号“Skewed”被韩服官方封锁。